# Pinocchio (serie de televisión)
Pinocchio (en hangul, 피노키오), conocida también como Pinocho o No te puedo mentir, es una serie de televisión surcoreana emitida originalmente en 2014 por SBS y protagonizada por Lee Jong Suk y Park Shin Hye.
Fue emitida en su país de origen desde el 12 de noviembre de 2014 hasta el 15 de enero de 2015, con una longitud de veinte episodios emitidos las noches de cada miércoles y jueves a las 21:55 (KST). La serie retrata la búsqueda de justicia social por jóvenes dos reporteros, un hombre que vive con un nombre falso y una mujer que no puede mentir.

## Argumento
Ki Ha-myung es un joven que, tras haber pasado un momento trágico en la infancia, es adoptado por un anciano que lo rescata del mar. Así, pasa a llamarse Choi Dal-po y se convierte en tío de la nieta de este, Choi In-ha, de quien se enamora incondicionalmente. La chica padece el «síndrome de Pinocho», enfermedad que le impide mentir, ya que cada vez que lo hace sufre un ataque de hipo. Es hija de una reconocida y afamada reportera que fue la causante de las desgracias que vivió Dal-po.
Gracias a Dal-po, In-ha descubre su verdadera vocación: ser reportera, pero cuando las puertas se le cierran, Dal-po, de quien ella también está enamorada, decide acompañarla. De este modo, ambos se encaminan en una intensa aventura para convertirse en reporteros honestos. En medio de esto, In-ha comienza a descubrir el terrible pasado de él y, al mismo tiempo, la verdadera identidad de su madre.

## Reparto

### Personajes principales
- Lee Jong-seok como Choi Dal-po / Ki Ha-myung.[2]
  - Nam Da-reum como Dal-po / Ha-myung de joven.
- Park Shin-hye como Choi In-ha.[3][4]
- Kim Young-kwang como Seo Beom-jo.
- Lee Yoo-bi como Yoon Yoo-rae.
- Jin Kyung como Song Cha-ok.

### Personajes secundarios
YGN Newsroom
- Lee Pil-mo como Hwang Kyo-dong.
- Min Sung-wook como Jang Hyun-kyoo.
- Kang Shin-il como Lee Young-tak.
- Cho Deok-hyun como Cho Won-goo.
- Choo Soo-hyun como Im Jae-hwan.

MSC Newsroom
- Kim Kwang-kyoo como Kim Gong-joo.
- Kim Young-hoon como Lee Il-joo.
- Im Byung-ki como Yeon Doo-young.
- Yoon Seo-hyun como Lee Joo-ho.

Familia
- Jung In-gi como Ki Ho-sang.
- Jang Young-nam como la madre de Ha-myung.
- Yoon Kyoon-sang como Ki Jae-myung.
  - Shin Jae-ha como Jae-myung de joven.
- Byun Hee-bong como Choi Gong-pil.
- Shin Jung-geun como Choi Dal-pyung.[5]
- Kim Hae-sook como Park Ro-sa.

### Otros
- Lee Joo-seung como Ahn Chan-soo.
- Park Soo-young como Jung Ki-bong.[6]
- Yoon Jin-young como un bombero.
- Yeom Dong-hyun como un supervisor de fábrica.
- Choi Jong-hoon como un trabajador de fábrica.
- Kim Young-joon como un vecino con el síndrome pinocho.
- Ahn Sun-young como un escritor de la estación.
- Woo Hyun como un profesor de Choi Dal-po.
- Im Do-yoon como Ko Ji-hee.
- Lee Jung-soo como un escalador perdido.
- Hong Hyun-hee como el profesor Yoon.
- Lee Seung-woo como Ahn Joon-gi.
- Yeo Hoe-hyun como el compañero de clase de Dal-po.
- Song Tae-yoon como un reportero en entrenamiento.

### Apariciones especiales
- Im Sung-hoon como un presentador (ep. 1~2).
- Jang Kwang como el director de la escuela (ep. 1).
- Jung Woong-in como Min Joon-kook (ep. 2).[7]
- Jang Hang Joon como un director (ep. 2).
- Kim Min-jung (ep. 3).
- Lee Bo-young (ep. 3).
- Kim Hee-cheol (ep. 8).
- Bae Suzy (ep. 12).
- Yoon Sang-hyun como Cha Kwan-woo (ep. 12).
- Lee Joon (ep. 19).
- Kang Nam (ep. 20).
- Shin Jae-ha como el nuevo reportero de YGN Newsroom. (ep. 20).

## Banda sonora
- Tiger JK feat. Punch - «First Love».
- Roy Kim - «Pinocchio».
- Every Single Day - «Non-fiction», «Challenge», «My Story».
- Park Shin Hye - «Love Is Like a Snow».
- K.Will - «Only Person».
- Zion.T - «Kiss Me».
- Younha - «Passionate To Me».
- Kim Bo Kyung - «You're The One».

## Producción
En esta serie volvieron a trabajar juntos los actores Lee Jong-suk y Kim Hae-sook con el guionista Park Hye-ryun y el director de televisión Jo Soo-won, después de haber colaborado un año antes en I Can Hear Your Voice (2013).

## Audiencia
| Episodio # | Fecha de emisión        | Título                          | Share        | Share        | Share       | Share       |
| Episodio # | Fecha de emisión        | Título                          | TNmS Ratings | TNmS Ratings | AGB Nielsen | AGB Nielsen |
| Episodio # | Fecha de emisión        | Título                          | Nacional     | Seúl         | Nacional    | Seúl        |
| ---------- | ----------------------- | ------------------------------- | ------------ | ------------ | ----------- | ----------- |
| 1          | 12 de noviembre de 2014 | Pinocho                         | 7.8 %        | 9.9 %        | 7.8 %       | 8.4 %       |
| 2          | 13 de noviembre de 2014 | El patito feo                   | 10.6 %       | 12.8 %       | 9.8 %       | 10.8 %      |
| 3          | 19 de noviembre de 2014 | La reina de las nieves          | 9.4 %        | 10.9 %       | 9.4 %       | 10.9 %      |
| 4          | 20 de noviembre de 2014 | Romeo y Julieta                 | 10.6 %       | 12.8 %       | 10.4 %      | 11.8 %      |
| 5          | 26 de noviembre de 2014 | El rey tiene orejas de mono     | 9.2 %        | 11.6 %       | 10.2 %      | 12.2 %      |
| 6          | 27 de noviembre de 2014 | Dos años de vacaciones          | 11.0 %       | 14.1 %       | 10.4 %      | 12.1 %      |
| 7          | 3 de diciembre de 2014  | La rana en el pozo              | 8.9 %        | 11.3 %       | 8.7 %       | 9.6 %       |
| 8          | 4 de diciembre de 2014  | Un día de suerte                | 10.8 %       | 12.7 %       | 10.2 %      | 11.4 %      |
| 9          | 10 de diciembre de 2014 | El flautista de Hamelín         | 9.2 %        | 11.1 %       | 10.1 %      | 11.9 %      |
| 10         | 11 de diciembre de 2014 | El niño que gritó lobo          | 10.8 %       | 13.2 %       | 10.7 %      | 12.3 %      |
| 11         | 17 de diciembre de 2014 | El sueño de una noche de verano | 11.1 %       | 13.3 %       | 10.4 %      | 11.6 %      |
| 12         | 18 de diciembre de 2014 | La flauta mágica                | 11.3 %       | 13.5 %       | 9.7 %       | 10.9 %      |
| 13         | 24 de diciembre de 2014 | El Regalo de los Reyes Magos    | 10.4 %       | 12.2 %       | 9.8 %       | 11.1 %      |
| 14         | 25 de diciembre de 2014 | Hansel y Gretel                 | 11.6 %       | 13.3 %       | 10.8 %      | 11.7 %      |
| 15         | 1 de enero de 2015      | Don Quijote                     | 13.3 %       | 15.6 %       | 12.9 %      | 14.6 %      |
| 16         | 7 de enero de 2015      | El traje nuevo del emperador    | 12.9 %       | 15.7 %       | 11.8 %      | 14.0 %      |
| 17         | 8 de enero de 2015      | La letra escarlata              | 12.7 %       | 15.1 %       | 12.9 %      | 15.2 %      |
| 18         | 14 de enero de 2015     | Las zapatillas rojas            | 12.6 %       | 16.0 %       | 11.9 %      | 13.3 %      |
| 19         | 14 de enero de 2015     | El viento del Norte y el Sol    | 12.1 %       | 15.5 %       | 11.3 %      | 12.1 %      |
| 20         | 15 de enero de 2015     | Peter Pan                       | 13.6 %       | 16.7 %       | 13.3 %      | 15.1 %      |
| Promedio   | Promedio                | Promedio                        | 11.0 %       | 13.4 %       | 10.6 %      | 12.1 %      |

## Premios y nominaciones
| Año  | Premio                                | Categoría                                               | Nominado                     | Resultado | Ref.          |
| ---- | ------------------------------------- | ------------------------------------------------------- | ---------------------------- | --------- | ------------- |
| 2014 | 27th Grimae Awards                    | Mejor actor                                             | Lee Jong Suk                 | Ganador   |               |
| 2014 | SBS Drama Awards                      | Premio a la excelencia Top, actor en un drama especial  | Lee Jong Suk                 | Nominado  |               |
| 2014 | SBS Drama Awards                      | Premio a la excelencia Top, actriz en un drama especial | Park Shin Hye                | Ganadora  |               |
| 2014 | SBS Drama Awards                      | Top 10 Stars                                            | Lee Jong Suk                 | Ganador   |               |
| 2014 | SBS Drama Awards                      | Top 10 Stars                                            | Park Shin Hye                | Ganadora  |               |
| 2014 | SBS Drama Awards                      | SBS Premio especial                                     | Lee Jong Suk                 | Ganador   |               |
| 2014 | SBS Drama Awards                      | Premio a la popularidad Netizen                         | Lee Jong Suk                 | Nominado  |               |
| 2014 | SBS Drama Awards                      | Premio a la popularidad Netizen                         | Park Shin Hye                | Nominada  |               |
| 2014 | SBS Drama Awards                      | Premio a la mejor pareja                                | Lee Jong Suk y Park Shin Hye | Ganadores | [ 11 ]        |
| 2014 | SBS Drama Awards                      | Premio a la nueva estrella                              | Kim Young Kwang              | Ganador   |               |
| 2014 | SBS Drama Awards                      | Premio a la nueva estrella                              | Lee Yu Bi                    | Ganador   |               |
| 2015 | 51st Baeksang Arts Awards             | Mejor actriz (TV)                                       | Park Shin Hye                | Nominada  |               |
| 2015 | 51st Baeksang Arts Awards             | Premio a la popularidad (TV)                            | Lee Jong Suk                 | Ganador   |               |
| 2015 | 10th Seoul International Drama Awards | Premio a la excelencia en series Hallyu                 | Pinocchio                    | Ganador   | [ 12 ]        |
| 2015 | 4th Apan Star Awards                  | Mejor director                                          | Jo Soo-won                   | Ganador   | [ 13 ] [ 14 ] |
| 2015 | 4th Apan Star Awards                  | Mejor BSO                                               | Roy Kim                      | Ganador   | [ 13 ] [ 14 ] |
| 2015 | 4th Apan Star Awards                  | Premio a la excelencia para actriz en miniseries        | Park Shin-hye                | Nominada  | [ 13 ] [ 14 ] |
| 2015 | 4th Apan Star Awards                  | Mejor actor infantil                                    | Nam Da-reum                  | Ganador   | [ 13 ] [ 14 ] |

## Emisión internacional

### Televisión
- Estados Unidos: KBFD-TV. (2020)
- Filipinas: GMA Network (2015) y GMA News TV (2016).
- Costa Rica: Teletica (2020).
- Hong Kong: TVB Korean Drama y Now TV.
- Indonesia: One TV Asia y RCTI.
- Israel: Viva Plus.
- Japón: Eisei Gekijo.
- Malasia: One TV Asia.
- Perú: Willax Televisión (2019, 2020).
- Singapur: One TV Asia.
- Taiwán: ETTV y TTV.
- Ecuador: Teleamazonas.(2019)
- Panamá: SerTV.(2021)
- Chile: ETC (canal de televisión)

### Streaming
- China: Youku Tudou.
- Estados Unidos: Dramafever y Hulu.[15]
- Singapur: Viki.[16]